# Szpot

Szpot, wersja podstawowa

Szpot (Spot, Spott, Łabędź odmienny) − polski herb szlachecki, używany w ziemi sandomierskiej oraz w Prusach Królewskich (Kaszuby), odmiana herbu Łabędź.

## Opis herbu
Herb występował w co najmniej ośmiu wariantach. Poniżej zamieszczono opisy, sporządzone z wykorzystaniem zasad blazonowania, zaproponowanych przez Alfreda Znamierowskiego:
Szpot I (Spot, Łabędź odmienny): W polu czerwonym łabędź srebrny z dwiema koronami złotymi; jedną na szyi, jedną na głowie i takimż pierścieniem z kamieniem w dziobie. Klejnot: nad hełmem w koronie samo godło. Labry: czerwone, podbite srebrem.
Szpot Ia (Spott, Łabędź odmienny): Godło i klejnot w lewo, łabędź w godle stoi na murawie zielonej.
Szpot Ib (Łabędź odmienny): Godło i klejnot w lewo, łabędź w klejnocie na czterech piórach strusich.
Szpot Ic (Spott, Łabędź odmienny): Łabędź bez korony na szyi i pierścienia, inny klejnot: kopia złota między takimiż półksiężycami barkami do siebie w pas.
Szpot Id (Spot, Spott, Szpot-Gliszinski, Szpot-Gliszczyński, Łabędź odmienny): Łabędź w godle i klejnocie ma skrzydła rozpostarte.
Szpot Ie (Spot, Spott, Szpot-Gliscinski, Szpot-Gliszczyński, Łabędź odmienny): Łabędź w godle i klejnocie ma skrzydła rozpostarte, łabędź w klejnocie na ogonie pawim, nieznane barwy pola i labrów.
Szpot II (Spott, Łabędź odmienny): Pole błękitne, łabędź w godle stoi na poduszce (lub żółwiu) czerwonej, łabędź w klejnocie na ogonie pawim, labry o wierzchu błękitnym.
Szpot IIa (Spott, Spot-Studzieński, Szpot-Studzieński, Łabędź odmienny): Pole błękitne, łabędź w godle i klejnocie ma rozpostarte skrzydła, łabędź w klejnocie na ogonie pawim, wierzch labrów błękitny.

## Najwcześniejsze wzmianki
Wariant podstawowy pojawia się u Niesieckiego oraz u Chrząńskiego (Tablice odmian herbowych, w lustrzanym odbiciu). Wariant Ia przytoczył Dachnowski (Herbarz szlachty Prus Królewskich). Wariant Ib pochodzi z nagrobka Feliksa Konarskiego (zm. 1609) katedry w Oliwie (herb babki), podobny herb jest też na nagrobku Mikołaja Kosa (zm. 1599), ale z koroną na szyi na opak. Wariant Ic był przytaczany przez Niesieckiego na podstawie wizerunku z kościoła w Pelplinie. Wizerunek ten powtórzyli Chrząński i Żernicki (Der polnische Adel). Identyczny co do godła, ale bez klejnotu herb był na pieczęci Mikołaja Szpota, wojewody pomorskiego z 1514 roku. Warianty Id, Ie i IIa są przytaczane w Nowym Siebmacherze. Używać miały ich odpowiednio rodziny: Szpot-Gliszinski z Gliśna Małego (1820), Spott-Gliscinski z Gliśna Małego (Nikolaus von Spott Gliscinski, 1772) i Szpotowie osiedli w XVII wieku w Studzienicach i Kłącznie, mający być gałęzią Szpotów z Prus Królewskich. Wariant II opisany przez Dachnowskiego, który dał, prawdopodobnie błędnie, żółwia u podstawy. Chrząński tej wersji nie dał ogona pawiego, koron i pierścienia w dziobie. Podobny herb przytaczany jest przez Siebmachera, gdzie zamiast żółwia jest poduszka. Wydaje się to bardziej prawdopodobne niż żółw.

## Rodzina Szpotów
Szpotowie to gałąź polskiego rodu Duninów z Woli i Krajowa. Na Pomorzu pojawili się już w czasach krzyżackich. Do rodu tego należał wojewoda pomorski w latach 1512–1518 Mikołaj Szpot który w dokumencie z 1516 roku był pisany   jako Niclas Spoth, synem Mikołaja Szpota był Achacy Szpot który  był starostą nowskim, w 1526 roku Jerzy Szpot(Georgio Spoth)  otrzymał od króla  Zygmunta Starego potwierdzenie praw majątkowych w Małym GliśnieWzmianki o członkach rodu pochodzą następnie z lat , 1559 (Bartos, Hans i Urban Spott), 1560 (Balzer, Bartes, Christke Spott i Simon Spotte), 1603 (George, Hans i Urban Spott). Rodzina występowała jako wolni pankowie, ale także jako poddani z książęcych działów wsi. Rodzina przyjmowała nazwiska odmiejscowe, znane są wzmianki z lat 1607 (Szpot-Studziński), 1610 (Szpot-Radoszewski), 1613 (Szpot-Gliszczyński, także Deszpot i Despot). Studziński pojawiało się też jako samodzielne nazwisko. Kolejne wzmianki o rodzinie pochodzą z lat 1621 (Spot), 1658 (Hans Spott), 1688 (Paul Spott).

### Szpot-Gliszczyńscy
Szpot-Gliszczyńscy to gałąź Szpotów, która przyjęła nazwisko od wsi Małe Gliśno w początkach XVIII wieku. Pierwszym opisanym z rodu Szpot w Małym Gliśnie był szlachcic Jerzy Szpot, który w 1526 roku otrzymał od króla Zygmunta Starego potwierdzenie praw majątkowych w Małym Gliśnie. Zbigniew Leszczyc w swoim herbarzu wydanym w 1908 roku dołącza Szpot Gliszczyńskich jako gałąź Sandomierskich Szpotów.  W 1772 roku po I rozbiorze Polski szlachta  pomorska złożyła  hołd królowi Prus Fryderykowi II, wśród  niej  był też Mikołaj  Szpot Gliszczyński herbu Łabędź  z Małego Gliśna

## Herbowni
Herbowni to Szpot (Spat, Spod, Spot, Spoth, Spott, Spotte, Szpoth), a ponadto Tadeusz Gajl przytacza spolszczone nazwisko Szpotowski. Rodzina przyjmowała też nazwiska odmiejscowe: Studziński, Radoszewski, Gliszczyński, zamieniając pierwotne nazwisko na przydomek (Gliszczyńscy także na Deszpot, Despot), lub całkowicie je zarzucając.
Niektóre odmiany herbu udało się przyporządkować konkretnym gałęziom rodu. Odmiany Id, Ie miały przysługiwać Szpotom-Gliszczyńskim, zaś odmiana IIa – Studzińskim. Radoszewskim mogła przysługiwać odmiana podstawowa. Odmiany Ia mieli według Dachnowskiego używać Szpotowie z Krajowa, wspólnego pochodzenia z Duninami-Modliszewskimi.
Rodzinom o nazwiskach odmiejscowych przypisywano wiele innych herbów. Pełna lista herbów Gliszczyńskich znajduje się w artykule Gliszczyński III, lista herbów Radoszewskich w haśle Radoszewski, Studzińskich w haśle Czirson.